# 楚瓦什自治州
楚瓦什自治州（俄語：Чувашская автономная область）是苏联俄罗斯苏维埃联邦社会主义共和国的一个自治州。首府切博克萨雷。成立于1920年6月24日，于1925年4月21日裁撤，成为楚瓦什蘇維埃社會主義自治共和國的一部分。
楚瓦什自治州包含了许多昔日喀山省、辛比尔斯克省的县。